# Castenaso
Castenaso is een gemeente in de Italiaanse metropolitane stad Bologna (regio Emilia-Romagna) en telt 13.704 inwoners (31-12-2004). De oppervlakte bedraagt 35,7 km², de bevolkingsdichtheid is 389 inwoners per km².
De volgende frazioni maken deel uit van de gemeente: Veduro, Villanova.

## Demografie
Castenaso telt ongeveer 5615 huishoudens. Het aantal inwoners steeg in de periode 1991-2001 met 1,3% volgens cijfers uit de tienjaarlijkse volkstellingen van ISTAT.
| Jaar | Inwoneraantal |
| ---- | ------------- |
| 1991 | 13.436        |
| 2001 | 13.607        |

## Geografie
De gemeente ligt op ongeveer 42 meter boven zeeniveau.
Castenaso grenst aan de volgende gemeenten: Bologna, Budrio, Granarolo dell'Emilia, Ozzano dell'Emilia, San Lazzaro di Savena.